# 尼崎市立成文小学校
尼崎市立成文小学校（あまがさきしりつ せいぶんしょうがっこう）は、兵庫県尼崎市大島にある公立小学校。2024年（令和6年）5月1日現在の児童数は276名である。
学校目標は
『考える子』
『やさしい子』
『ねばり強い子』
である。

## 沿革
- 1955年（昭和30年）4月1日 - 大庄小学校を仮校舎とし、尼崎市立成文小学校開校。
- 1956年（昭和31年）4月25日 - 現在地に移転。この日をもって創立記念日とする。

## 進路状況
ほとんどの児童は尼崎市立大庄中学校へ進学するが、国私立中学校へ進学する児童もいる。

## 通学区域が隣接している学校
- 尼崎市立大庄小学校
- 尼崎市立大島小学校
- 西宮市立小松小学校